# Patricia G. Berman
Patricia Gray Berman (geboren 1956) ist eine US-amerikanische Kunsthistorikerin und Museumskuratorin. Sie ist Professorin am Wellesley College in Massachusetts und an der Universität Oslo. Ein Schwerpunkt ihrer Arbeit ist die Kunst der Moderne in Skandinavien.

## Leben und Werk
Die 1956 geborene Berman studierte zunächst Kunstgeschichte am Hampshire College in Amherst (Massachusetts) und schloss dort ihre Ausbildung mit dem Bachelor of Arts ab. Anschließend wechselte sie an das Institute of Fine Arts der New York University und beendete ihr Studium mit dem Masterabschluss und dem akademischen Grad Ph.D. Sie verfasste danach zahlreiche Aufsätze und Bücher, wobei ihr Schwerpunkt auf der skandinavischen Malerei der Moderne lag und hierbei insbesondere das Werk des Norwegers Edvard Munch im Mittelpunkt stand. Für ihre Arbeit erhielt sie zahlreiche Auszeichnungen und Stipendien, darunter 2006 das Fulbright Senior Scholar Grant und das American Philosophical Society Fellowship sowie 2008 den Anna and Samuel Pinanski Teaching Prize des Wellesley College.
Sie wirkte an zahlreichen Ausstellungen mit. Zu Beginn ihrer Karriere unterstützte sie Kirk Varnedoe bei der Vorbereitung der Wanderausstellung Northern light: realism and symbolism in Scandinavian painting, 1880–1910, die 1982–1983 in der Corcoran Gallery of Art in Washington D.C., im Brooklyn Museum in New York und im Minneapolis Institute of Art zu sehen war. Es folgten weitere Ausstellungen als Ko-Kuratorin oder Kuratorin, so 1995 Modern Hieroglyphs: Gestural Drawing and the European Vanguard, 1900–1918 im Davis Museum des Wellesley College, 1997 Edvard Munch and Women: Image and Myth im San Diego Museum of Art, im Portland Art Museum und in der Yale University Art Gallery, 2000–2001 Cold War Modern: The Domesticated Avant-Garde, 1945–1960 wiederum im Davis Museum, 2006 Edvard Munch and the Modern Life of the Soul im Museum of Modern Art in New York, 2011 Munchs laboratorium – veien til Aulaen im Munch-Museum in Oslo, 2011 Luminous Modernism: Scandinavian Art Comes to America: A Centennial Retrospective 1912–2012 im Scandinavia House in New York und 2013 Munch|Warhol and the Multiple Print ebenfalls im Scandinavia House.
Patricia G. Berman ist am Wellesley College Professorin für Kunstgeschichte (Theodora L. and Stanley H. Feldberg Professor of Art) und leitet dort den Bereich Kunst. Sie ist zudem Professorin an der University Oslo, wo sie dem Forscherteam zu Edvard Munch angehört.

## Veröffentlichungen (Auswahl)
- mit Jane Van Nimmen: Munch and women: image and myth, Art Services International, Alexandria Va. 1997, ISBN 0-88397-121-6.
- James Ensor: Christ’s entry into Brussels in 1889, J. Paul Getty Museum, Los Angeles 2002, ISBN 0-89236-641-9.
- Nyt lys over 1800-tallets danske maleri Nyt lys over 1800–tallets danske maleri, Aschehoug, Kopenhagen 2007, ISBN 87-11232455
- In another light: Danish painting in the nineteenth century, Thames & Hudson, London 2013, ISBN 978-0-50029-098-9.
- mit Pari Stave: Munch – Warhol and the multiple image, American-Scandinavian Foundation, New York 2013, ISBN 978-0-97194-938-6.
- mit Hossein Amirsadeghi, Charlotte Bydler, Hanna Johansson: Nordic contemporary: art from Denmark, Finland, Iceland, Norway, Sweden, Thames & Hudson, London 2014, ISBN 978-0-50097-065-2.
- mit Paloma Alarcó, Jon-Ove Steihaug: Edvard Munch: archetypes, Museo Thyssen-Bornemisza, Madrid 2015, ISBN 978-8-41511-373-7.
- mit Jorunn Veiteberg, Daniel Bjugård: Annette Kierulf and Caroline Kierulf: To Make a World, Hatje Cantz, Ostfildern 2022, ISBN 978-3-7757-5428-6.